# Georg Miske
Georg Miske (Schönwald, 9 aprile 1928 – Lipsia, 28 gennaio 2009) è stato un sollevatore tedesco medagliato europeo, che ha gareggiato nella categoria dei pesi piuma.

## Biografia
Nativo di Schönwald, all'epoca appartenente al circondario di epoca prussiana Kreis Tost-Gleiwitz dell'Alta Slesia (oggi è denominato Bojków ed è in territorio polacco), dopo la fine della guerra mondiale visse a Lipsia e svolse la professione di ingegnere meccanico.
All'inizio degli anni '50 si arruolò nel KVP (Polizia Popolare Accasermata) e in seguito raggiunse i gradi di maggiore nella NVA, l'Esercito popolare nazionale della Germania Est.

## Carriera
Iniziò a sollevare pesi nel 1948 militando nell'ASG Vorwärts Leipzig, vincendo per sette volte il titolo della DDR (1952-1953, 1955-1957, 1959-1960) e giungendo secondo nel 1954 nella categoria dei pesi piuma.
Partecipò a due edizioni dei Giochi olimpici: a Melbourne nel 1956, dove giunse al sesto posto, e a Roma nel 1960, dove si classificò al tredicesimo posto. A livello internazionale inoltre vinse due medaglie di bronzo ai campionati europei di Katowice nel 1957 e di Stoccolma nel 1958, mentre ai campionati europei di Helsinki nel 1956 (dove partecipò con una rappresentanza tedesca unificata) giunse al quarto posto.